# 1-Octen
1-Octen ist eine chemische Verbindung aus der Gruppe der ungesättigten, aliphatischen Kohlenwasserstoffe (genauer der Alkene) und ist isomer zu Isoocten und kommt häufig zusammen mit diesem und anderen Isomeren vor.

## Vorkommen

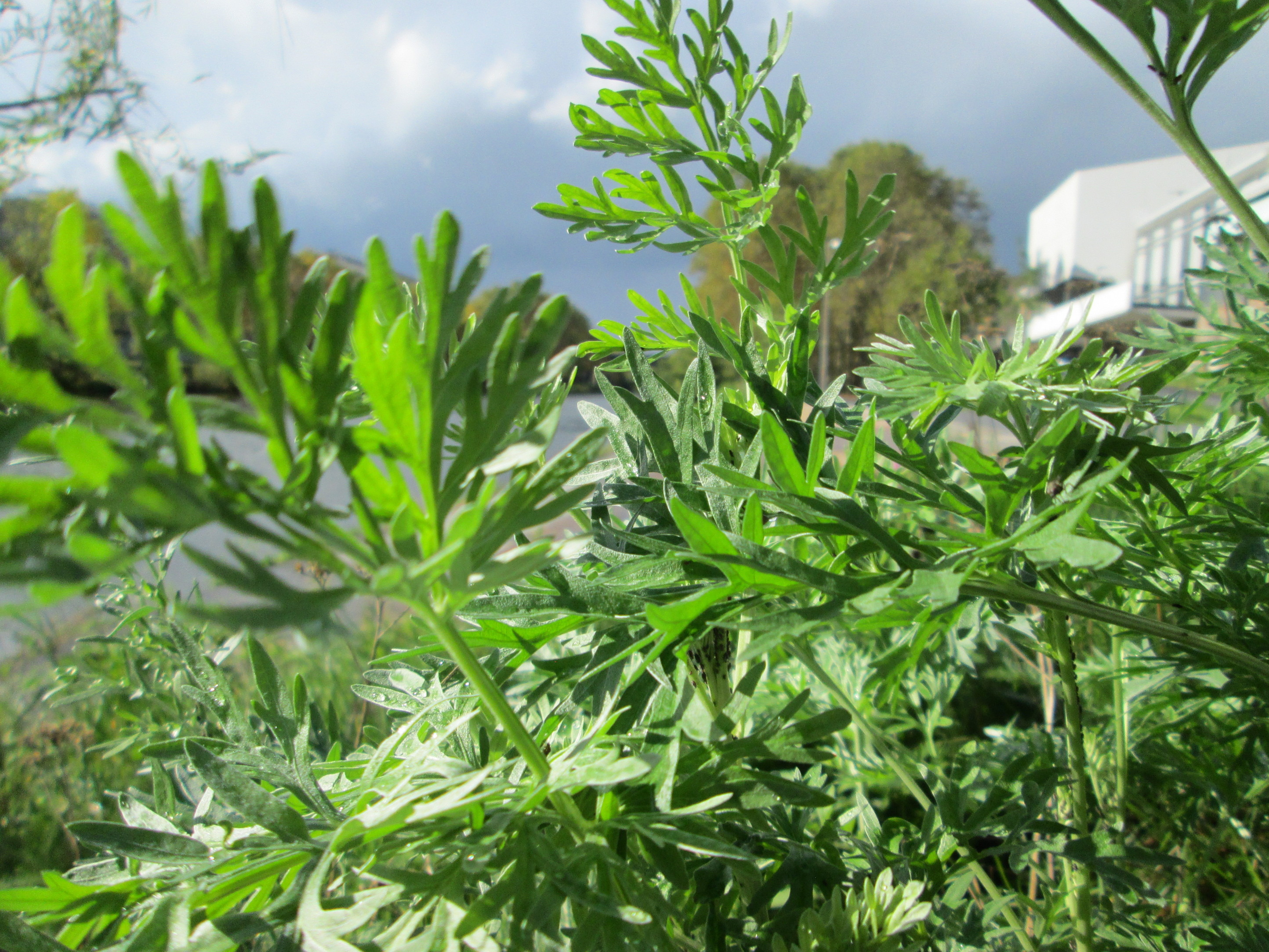
Wermutkraut

1-Octen ist ein Produkt bei der Erdöldestillation und kommt als Bestandteil im Benzin vor.  Natürlich kommt 1-Octen in geringen Mengen in Wermutkraut vor.

## Gewinnung und Darstellung
Industriell kann es auf verschiedenen Wegen hergestellt werden. Das sind die Oligomerisation von Ethylen (wobei es dabei verschiedene Verfahren gibt), eine Telomerisation von Butadien und durch Fischer-Tropsch-Synthese mit anschließender Reinigung.

## Eigenschaften

### Physikalische Eigenschaften
1-Octen ist eine farblose Flüssigkeit, die unter Normaldruck bei 121 °C siedet. Die Dampfdruckfunktion ergibt sich nach Antoine entsprechend log10(P) = A−(B/(T+C)) (P in bar, T in K) mit A = 4,05752, B = 1353,486 und C = −60,386 im Temperaturbereich von 318 bis 395 K. Die kritischen Größen betragen 294 °C für die kritische Temperatur, 26,8 bar für den kritischen Druck, 2,8 mol·l−1 für die kritische Dichte und 0,468 l·mol−1 für das kritische Volumen. Mit Wasser wird ein bei 88 °C siedendes Azeotrop gebildet. Die Azeotropzusammensetzung ist dabei 28,7 Ma% Wasser und 71,3 Ma% 1-Octen.

### Chemische Eigenschaften
Die Verbindung neigt in Gegenwart von Luft zur Bildung von Peroxiden. Mit alkalischen Stoffen, Brom, Bromwasserstoff, Chlor, Chlorwasserstoff und Oxydationsmitteln wird eine stark exotherme Reaktion beobachtet. Die Gegenwart von Radikalbildnern, Alkalien oder Säuren kann eine spontane Polymerisation einleiten.

### Sicherheitstechnische Kenngrößen
1-Octen bildet leicht entzündliche Dampf-Luft-Gemische. Die Verbindung hat einen Flammpunkt bei 10 °C. Der Explosionsbereich liegt zwischen 0,7 Vol.‑% als untere Explosionsgrenze (UEG) und 6,8 Vol.‑% als obere Explosionsgrenze (OEG). Die Zündtemperatur beträgt 240 °C. Der Stoff fällt somit in die Temperaturklasse T3.

## Verwendung
1-Octen findet eine Verwendung als Ausgangsstoff bei organischen Synthesen, zum Beispiel als Comonomer bei der Herstellung von Polyethylen, bei der Herstellung von linearen Aldehyden durch Hydroformylierung und in Additionsreaktionen wie Epoxidierungen, Dihydroxylierungen, Hydrometallierungen, Carbometallierungen, Radikaladditionen und Wacker-Oxidationen. Weiterhin kann es zu Aromaten cycloisomerisiert werden. Es dient zur Herstellung von Weichmachern, oberflächenaktiven Substanzen und Schmierstoffen. In der Gaschromatographie wird es als Bezugssubstanz verwendet.

## Toxikologie
Die Flüssigkeit wirkt reizend auf die Haut und Augen. Die Dämpfe wirken ebenfalls reizend und können in hohen Konzentrationen zur Lungenschädigung und zur ZNS-Depression führen.